# 34616 Andrewbennett
34616 Andrewbennett este o planetă minoră (asteroid), cu un diametru de 5,655 km, din centura de asteroizi. A fost descoperită pe 24 octombrie 2000 la Experimental Test Site⁠(d) de Lincoln Near-Earth Asteroid Research. 
Obiectul prezintă o orbită caracterizată de o semiaxă mare de 2,9851465 UAi, o excentricitate de 0,13, o înclinație de 3,69951 ° în raport cu ecliptica.